# 細田善彦
細田 善彦（ほそだ よしひこ、1988年〈昭和63年〉3月4日 - ）は、日本の俳優、タレント。東京都中央区出身。デビューから細田 よしひこ（読み同じ）名義でスターダストプロモーションに所属していたが、2013年10月頃に所属を離れ、2014年4月から現名義で活動、現在はアルファエージェンシーに所属している。

## 人物
実家は中央区日本橋にある1818年創業の老舗和菓子屋・榮太樓總本鋪（父・眞が現社長）。
慶應義塾幼稚舎、慶應義塾中等部、慶應義塾高等学校を経て慶應義塾大学商学部卒業。
趣味は映画鑑賞。特技はサッカー・水泳。
2004年、NTT東日本「キャラクターDENPO」のCMでデビュー。
2007年、『ライフ』で演じた悪役・佐古克己役がハマって注目される。

## 出演

### テレビドラマ

#### 連続
- ディビジョン1（フジテレビ）
  - 「青空恋星」（2005年3月16日、23日） - 今野将志 役
  - 「1242kHz こちらニッポン放送」（2005年6月22日 - 7月20日） - 白鳥正吾 役
- Dr.コトー診療所2006（2006年10月12日 - 12月21日、フジテレビ） - 宮野真人 役
- 百鬼夜行抄（2007年2月3日 - 3月31日、日本テレビ） - 主演・飯嶋律 役
- スリルな夜「子育ての天才」（2007年5月11日 - 6月22日、フジテレビ） - 木山徹 役
- ライフ〜壮絶なイジメと闘う少女の物語〜（2007年6月30日 - 9月15日、フジテレビ） - 佐古克己 役
- エジソンの母（2008年1月11日 - 3月14日、TBS） - 久保裕樹 役
- あんどーなつ（2008年7月7日 - 9月22日、TBS） - 三津屋陽介 役
- SCANDAL（2008年10月19日 - 12月21日、TBS） - 水谷隼人 役
- 子育てプレイ&MORE（2009年7月8日 - 9月30日、毎日放送） - 涼宮純 役
- リミット -刑事の現場2-（2009年7月11日 - 8月8日、NHK） - 伊坂聡 役
- 宿命 1969-2010 -ワンス・アポン・ア・タイム・イン・東京-（2010年1月15日 - 3月12日、朝日放送） - 有川透 役
- Q10（2010年10月16日 - 12月11日、日本テレビ） - 中尾順 役
- LADY〜最後の犯罪プロファイル〜（2011年1月7日 - 3月11日、TBS） - 石渡順也 役
- ピースボート -Piece Vote-（2011年7月4日 - 9月19日、日本テレビ） - 小宮ユウ 役
- 猿飛三世（2012年10月12日 - 11月30日、NHK BSプレミアム） - 才蔵 役
- ペテロの葬列（2014年7月7日 - 9月15日、TBS） - 坂本啓 役
- まっしろ 第1話・第4話 - 第6話（2015年1月13日・2月3日 - 17日、TBS） - 春日誠吾 役
- 大河ドラマ（NHK）
  - 花燃ゆ 第42回、第47回（2015年10月18日、11月22日） - 新井領一郎 役
  - 真田丸（2016年2月14日 - 6月19日） - 北条氏直 役[4]
  - 青天を衝け（2021年） - 高松凌雲 役
- ウルトラマンX（2015年7月14日 - 2016年1月5日、テレビ東京） - 風間ワタル 役
- ドラマ10 デザイナーベイビー -速水刑事、産休前の難事件-（2015年9月22日 - 11月10日、NHK） - 皆本順 役
- 逃げるは恥だが役に立つ 第2話、第8話（2016年10月18日、11月29日、TBS） - 森山ちがや 役
- 連続ドラマW 楽園（2017年1月8日 - 2月12日、WOWOW） - 井上達矢 役
- 櫻子さんの足下には死体が埋まっている（2017年4月23日 - 6月25日、フジテレビ） - 近藤卓也 役
- 民衆の敵〜世の中、おかしくないですか!?〜 第1話 - 第5話（2017年10月23日 - 11月20日、フジテレビ） - 望月守 役
- 連続ドラマW 石つぶて～外務省機密費を暴いた捜査二課の男たち～（2017年11月5日 - 12月24日、WOWOW）- 町沢貞次 役
- 3年A組-今から皆さんは、人質です-（2019年1月6日 - 3月10日、日本テレビ） - 宮城遼一 役
- パーフェクトクライム 第1話・第4話・第6話・第7話（2019年1月20日・2月10日・24日・3月3日、朝日放送テレビ） - 青木明仁 役
- ミストレス〜女たちの秘密〜（2019年4月19日 - 6月21日、NHK総合） - 坂口新 役
- だから私は推しました（2019年7月27日 - 9月14日、NHK総合） - 小豆沢大夢 役
- ニッポンノワール-刑事Yの反乱- 第1話 - 第8話（2019年10月13日 - 12月1日、日本テレビ）- 宮城遼一 役[注 1][5]
- 竜の道 二つの顔の復讐者（2020年7月28日[注 2] - 9月15日、関西テレビ制作・フジテレビ） - 霧島晃 役[8]
- 35歳の少女（2020年10月10日 - 12月12日、日本テレビ） - 相沢秀男 役[9]
- 共演NG（2020年10月26日 - 12月7日、テレビ東京） - 佐久間純 役[10]
- 六畳間のピアノマン（2021年2月6日 - 27日、NHK総合） - 脇見敏弘 役
- 群青領域（2021年10月15日 - 12月24日、NHK総合）- 望月玲二 役
- 理想ノカレシ（2022年6月1日 - 7月20日、TBS）- 水上龍 役[11]
- 連続テレビ小説 ちむどんどん 第40回 - （2022年6月3日 - 、NHK総合） - 花城真一 役
- 家庭教師のトラコ（2022年7月20日 - 9月21日、日本テレビ） - 中村朔太郎 役[12]
- クロサギ（2022年10月21日 - 12月23日、TBS）-浦川学 役
- 最高の教師 1年後、私は生徒に■された（2023年7月15日 - 9月23日、日本テレビ） - 森育男 役[13]
- フェルマーの料理（2023年10月20日 - 12月22日、TBS） - 布袋勝也 役[14]
- VRおじさんの初恋（2024年4月1日 - 5月23日、NHK総合） - 澤田龍之介 役[15]
- 約束 〜16年目の真実〜（2024年4月11日 - 6月13日、読売テレビ・日本テレビ） - 不破翔 役[16]
- アンチヒーロー（2024年4月14日 - 6月16日、TBS） - 松永理人 役[17][18]
- 3年C組は不倫してます。（2024年10月2日 - 12月18日、日本テレビ） - 中野正義 役[19]

#### 単発・ゲスト出演
- もうひとつのシュガー&スパイス「バイト先での三角関係編」（2006年9月13日、フジテレビ） - 杉浦悠太（スパイス男） 役
- きみの知らないところで世界は動く（2006年1月2日、NHK） - 北村和哉 役
- ショートフィルム道 東京少女 第4話「ヤドカリ少女」（2006年8月20日、BS-i） - ケイスケ 役
- 恋する日曜日 ニュータイプ 第6話「想いを告白せよ!」（2006年11月11日、BS-i） - 沢村洋平 役
- 恋する日曜日 第3シリーズ 第16話「ゴーゴーヘブン」（2007年4月21日、BS-i） - 尾崎良成 役
- 怪談新耳袋スペシャル 第2話「牛おんな」（2007年7月7日、BS-i） - 和田昇 役
- ケータイ刑事 銭形海セカンドシリーズ 第7話「暗闇の暗殺者!〜銭形海vs完全犯罪の男〜」（2007年11月17日、BS-i） - 豊島圭太 役
- 東京少女大政絢 第3話「恋忍者☆服部絢蔵」（2008年7月19日、BS-i） - B男氏 役
- ヴォイス〜命なき者の声〜 第4話（2009年2月2日、フジテレビ） - 高沢克彦 役
- 世にも奇妙な物語 秋の特別編 - 呪い裁判（2009年10月5日、フジテレビ） - 裁判員（フリーター） 役
- クラシックミステリー 名曲探偵アマデウス ファイル46「響が結婚?プロポーズ大作戦〜ショパン「練習曲集 作品10」」（2009年10月18日、NHKハイビジョン） - 米谷豊作 役
- 東京DOGS 第4話「宿敵からの挑戦状」（2009年11月9日、フジテレビ） - 大山哲平 役
- ブカツ道「お茶の薫り」（2010年4月11日、WOWOW） - 小山菜々の彼氏 役（友情出演）
- ジョーカー 許されざる捜査官 第1話「2つの顔をもつ刑事…凶悪な真犯人を闇で裁く」（2010年7月13日、フジテレビ） - 木内亨 役
- お母さんの最後の一日（2010年9月11日、テレビ朝日） - 渡辺信之 役
- 妖怪人間ベム 第3話（2011年11月5日、日本テレビ） - 熊川浩二 役
- ラッキーセブン 第8話（2012年3月5日、フジテレビ） - 新堂誠 役
- 13歳のハローワーク 最終話（2012年3月9日、テレビ朝日） - 若松信也 役
- 三毛猫ホームズの推理 第3話（2012年4月28日、日本テレビ） - 永江紳也 役
- VISION-殺しが見える女- 第10話（2012年9月13日、読売テレビ） - 馬淵純一 役
- 勇者ヨシヒコと悪霊の鍵 第2話（2012年10月19日、テレビ東京） - 盗賊・ビドー 役
- 宮部みゆきミステリー パーフェクト・ブルー 第6話（2012年11月12日、TBS） - 玉井恵介 役
- 出入禁止の女〜事件記者クロガネ〜 第3話（2015年1月29日、テレビ朝日） - 遠藤北斗 役
- 月曜ゴールデン おふくろ先生の診療日記7（2015年4月6日、MBS） - 飯島諒太 役
- スペシャルドラマ 必殺仕事人2015（2015年11月29日、ABC） - 末松 役
- 富士ファミリー（2016年1月2日、NHK） - 小柴洋平 役[20]
- 土曜ワイド劇場 西村京太郎トラベルミステリー65 「伊豆海岸殺人ルート」（2016年2月6日、テレビ朝日） - 小田悠介 役
- 月曜名作劇場 横山秀夫サスペンス 刑事の勲章（2016年4月18日、TBS） - 神谷潤一 役
- ドクターカー 第11話（2016年6月23日、読売テレビ） - 矢崎直道 役
- 神の舌を持つ男 第7話・第8話（2016年8月19日・8月26日、TBS） - 大場陸（カップル男） 役
- 黒い十人の女 第2話（2016年10月6日、読売テレビ） - 竹井 役
- 土曜ワイド劇場 弁護士 倉沢由法の事件ファイル（2017年1月21日、朝日放送） - 高山優太 役
- 棟居刑事シリーズ10（2017年9月28日、テレビ朝日） - 秋場幸司 役
- ヘヤチョウ（2017年12月17日、テレビ朝日） - 野島謙二 役
- 週末オトコ温泉同行会～温泉オタクと元ヤンの青春温泉物語～（2020年1月25日、テレビ大阪） - 小暮光彦 役[21]
- 相棒season18（2020年3月4日、テレビ朝日） - 鶴橋光太郎　役
- オー!マイ・ボス!恋は別冊で 第6話・第7話（2021年2月16日・23日、TBS） - 新谷祐介 役
- ユーチューバーに娘はやらん! 第1話（2022年1月17日 、テレビ東京） - 佐伯竜二 役
- 持続可能な恋ですか?〜父と娘の結婚行進曲〜 第9話（2022年6月14日、TBS） - 若かりし頃の沢田林太郎 役[22]
- いちげき（2023年1月3日、NHK総合・NHK BS4K） - 梅吉 役[23]
- 悪女について（2023年3月13日、NHK BS4K） - 尾藤輝彦 / 鈴木義彦 役（二役）
- 風間公親-教場0- 第9話（2023年6月5日、フジテレビ） - 牧村冬一 役
- シッコウ!!〜犬と私と執行官〜 第2話（2023年7月11日、テレビ朝日） - 轟木羽人 役[24]
- 家政夫のミタゾノ 第6シリーズ 第1話（2023年10月10日、テレビ朝日） - 後藤礼二 役[25][26]
- 舟を編む 〜私、辞書つくります〜 第6話（2024年3月24日、NHK BS・NHK BSプレミアム4K） - 43年前の松本 役[27]
- 世にも奇妙な物語’24 冬の特別編「フリー」（2024年12月14日、フジテレビ） - 水野航輝 役[28]

### 配信ドラマ
- SICK'S 厩乃抄 〜内閣情報調査室特務事項専従係事件簿〜 第拾参話（2019年10月12日、Paravi） - 玄野弘毅 役
- 殺したいほど疲れてる!〜「共演NG」のホントにNGな舞台裏〜 第3話（2020年11月9日、Paravi） - 佐久間純 役
- THE LIMIT 第3話「ユニットバスの2人」（2021年3月19日配信、Hulu）- 島田あつし 役
- 3年C組の担任と不倫してます。（2024年10月2日 - 、TVer） - 中野正義 役[29]
- 死ぬほど愛して（2025年3月27日 - 、ABEMA SPECIAL） - 石黒颯馬 役[30][31]

### 映画
- 怪談新耳袋 劇場版 幽霊マンション（2005年8月15日、スローラーナー） - 出雲高志 役
- あそこの席（2005年9月3日、クリエイティブアクザ） - 土屋裕樹 役
- しあわせなら手をたたこう（2005年11月19日、エキスプレス） - 兵頭謙太 役
- ハツカレ（2005年、GyaO） - ハシモト役
- 渋谷区円山町（2007年3月17日、デックスエンタテインメント） - 大野 役
- あかね空（2007年3月31日、角川ヘラルド） - 悟郎 役
- クリアネス（2008年2月16日、ゼアリズエンタープライズ・ドーガ堂） - 主演・レオ 役
- 闘茶〜Tea Fight〜（2008年7月12日、ムービーアイ） - 村野月彦 役
- デトロイト・メタル・シティ（2008年8月23日、東宝） - 和田真幸（ジャギ）役
- 僕の初恋をキミに捧ぐ（2009年10月24日、東宝） - 鈴谷昂 役
- 大奥（2010年10月1日、松竹、アスミック・エース） - 瀬川 役
- BADBOYS（2011年3月26日、全力エージェンシー） - 石本千春 役
- 王様ゲーム（2011年12月17日、BS-TBS） - 野上陽介 役
- 終の信託（2012年10月27日、東宝） - 杉田正一 役
- Blind Tasting　ブラインドテイスティング（2015年、ODD PICTURES） - ソロモン 役
- サイドライン（2015年10月31日、BS-TBS）
- 劇場版 ウルトラマンX きたぞ!われらのウルトラマン（2016年3月12日、松竹メディア事業部） - 風間ワタル 役
- 下衆の愛（2016年4月2日、エレファントハウス） - マモル 役
- 想影（2017年6月14日） - 栄大輔（大人時代） 役
- 闇金ぐれんたい（2018年1月20日、ブロードウェイ） - 大輔 役
- 羊の木（2018年2月3日、アスミック・エース） - 田代翔太 役
- 21世紀の女の子「粘膜」（2019年2月8日、ABCライツビジネス）
- ジャンクション29「結婚の条件」（2019年2月22日、スターキャット） - 鳶田敬一郎 役
- ピア〜まちをつなぐもの〜（2019年4月26日、ユナイテッドエンタテインメント） - 主演・高橋雅人 役
- 武蔵 -むさし-（2019年5月25日、アークエンタテインメント） - 主演・宮本武蔵 役[32]
- 海辺の映画館―キネマの玉手箱（2020年7月31日、アスミック・エース） - 団茂 役
- MIRRORLIAR FILMS Season2『煌々 go on a picnic』（2022年2月18日、イオンエンターテイメント）[33]
- 人でなしの恋（2022年6月25日、BBB）- 門野慧 役
- TELL ME 〜hideと見た景色〜（2022年7月8日、KADOKAWA）- 児玉 役
- ぬけろ、メビウス!!（2023年2月3日、SDP） - 佐藤太一 役[34][35]
- 宇宙人のあいつ（2023年5月19日、ハピネット） - 宍戸博文 役
- カタオモイ（2023年8月4日、ムービー・アクト・プロジェクト）- 謙一 役[36]
- テネメント（2023年）- カメラマン 役 ※2024年3月、大阪アジアン映画祭で上映[37]
- ブルーイマジン（2024年3月16日、コバルトピクチャーズ） - 俊太 役[38]
- シーシュポスたちのまなざし（2025年公開予定、BBB） - 新田 役[39]

### 舞台
- ガラスの仮面〜二人のヘレン〜（2010年）[3]
- 飛び加藤〜幻惑使いの不惑の忍者〜（2012年）[3]
- ハルナガニ（2014年4月7日）[3]
- ハイ・ライフ（2018年）
- エドモン〜シラノ・ド・ベルジュラックを書いた男〜（2025年）[40]

### ラジオドラマ
- 岩井俊二プロデュース・ラジオドラマ 円都通信 「日時計」（2004年、TOKYO FM） - 安部高志 役
- 岩井俊二プロデュース・ラジオドラマ 円都通信 「浅知恵ドライブ」（2006年、TOKYO FM） - 三國一真 役
- FMシアター ふしぎの国のハイサイ食堂（2021年、NHK-FM） - 石川真 役[41]

### バラエティ
- 冒険!CHEERS!!（ - 2005年3月、日本テレビ）
- 大改造!!劇的ビフォーアフターSEASONII（2009年4月26日 - 2010年10月3日、ABC）
- run for money 逃走中（2011年4月10日 - 2014年4月6日、フジテレビ） - 「ゲームマスター」月村サトシ 役

### CM
- NTT東日本「キャラクターDENPO」（2003年）
- ジョンソン・エンド・ジョンソン2「2ウィーク アキュビュー」サッカー編（2005年）
- オデッセイ コミュニケーションズ「恥ずかしい就活篇」（2009年）
- アサヒフードアンドヘルスケア クリーム玄米ブラン（2009年）
- KDDI「au EZナビウォーク」（2010年）

### PV
- KREVA「イッサイガッサイ」（2005年、ポニーキャニオン）
- キャプテンストライダム「サイボーグ」（108DREAMSに収録）（2006年、ソニー・ミュージックエンタテインメント）
- RYTHEM「Bitter & Sweet」（2007年、ソニー・ミュージックアソシエイテッドレコーズ）
- 柴咲コウ「ひと恋めぐり」（2007年、ユニバーサルミュージック）
- JAY'ED「ずっと一緒」（2008年、トイズファクトリー）
- S.R.S「ワンダー・ソング」（2009年、トイズファクトリー）

### その他
- ハツカレ（2006年1月20日 - 3月29日、GyaO） - ハシモト 役
- 風歩（2009年2月9日 - 15日、NHKワンセグドラマ） - ジュン 役
- 虹の向こうへ（2010年11月1日 - 3月10日、BeeTV） - 秋山一己 役
- ブリザード（2011年7月1日 - 、BeeTV） - 九条栄介 役
- Love or Not2（2018年10月5日 - 、FOD / dTV）[42] - 桐野一平 役
- 晩秋のヨーロッパ 鉄道の旅 アルプスからシチリアへ (2021年12月11日、NHK BSプレミアム) - 語り[43]